# Regenesis (fumetto)
Regenesis è un arco narrativo crossover sviluppatosi in tutte le testate mutanti a seguito di Scisma. Pubblicato dalla Marvel Comics a partire dall'ottobre 2011 e terminato in tempi diversi per ciascuna testata, l'evento è servito a stabilire le alleanze degli X-Men all'interno delle fazioni guidate da Ciclope e Wolverine.

## Storia editoriale
Al New York Comic Con tenutosi nell'ottobre 2011 lo scrittore Kieron Gillen annunciò che il team da lui sceneggiato sulle pagine di Uncanny X-Men, testata leader del franchise mutante che ripartirà col n. 1 per quest'occasione, sarebbe divenuto una forza incaricata di mantenere la pace a livello mondiale mentre New Mutants di Dan Abnett e Andy Lanning avrebbe continuato a risolvere le questioni lasciate in sospeso nella lunga storia degli X-Men.
X-Men di Victor Gischler manterrà la formula "team-up" con il resto dell'Universo Marvel con un gruppo di protagonisti più stabile e ristretto di cui farà parte Jubilee; Generation Hope di James Asmus riprenderà la trama riguardante Sebastian Shaw già sviluppata su Uncanny per poi evidenziare i temi adolescenziali dei suoi protagonisti. Tuttavia, a causa del calo delle vendite, la testata chiuderà col n. 17.
Wolverine and the X-Men di Jason Aaron si concentrerà sul ruolo di preside ed insegnante di Wolverine alla Jean Grey School for Higher Learning e della sua cerchia ristretta di collaboratori mentre Uncanny X-Force di Rick Remender sarà più integrato nella continuity del franchise contando nuovi protagonisti.
Dopo le due uscite legate a Regenesis, lo scrittore Mike Carey lascerà X-Men: Legacy nelle mani di Christos Gage che continuerà a focalizzarsi su Rogue, i motivi che l'hanno spinta a schierarsi dalla parte di Wolverine ed un possibile triangolo amoroso fra lei, Magneto e Gambit; X-Factor, sempre nelle mani di Peter David, rimarrà lontana dalla continuity principale del franchise esplorando invece le dinamiche interne fra i suoi protagonisti con l'aggiunta di Havok e Polaris.
Per le serie secondarie, X-23 di Marjorie Liu concluderà la sua corsa col n. 21 facendo però prima incontrare X-23 con Satiro ed i membri della Fondazione Futuro. Stesso destino anche per Daken: Dark Wolverine di Rob Williams che col n. 23 chiude i battenti dopo che il suo protagonista incontra i Runaways.
Infine sempre al NYCC sono state annunciate la miniserie di cinque numeri Wolverine and the X-Men: Alpha and Omega sceneggiata da Brian Wood con protagonisti Wolverine e Kid Omega, la gestione temporanea di Astonishing X-Men di Greg Pak e la nuova testata Age of Apocalypse (spin-off dell'arco narrativo Angelo Nero su Uncanny X-Force) di David Lapham e Roberto De La Torre.

## Schieramenti

X-Men: Regenesis, disegnato da Chris Bachalo

### Ciclope
Degli otto titoli pubblicati in quel periodo dalla Marvel, la fazione guidata da Ciclope è riconoscibile per l'uso del colore blu nel font del titolo.
- Uncanny X-Men (vol. 2) - Kieron Gillen (testi) e Carlos Pacheco (disegni). Protagonisti sono Ciclope, Colosso, Danger, Emma Frost, Magik, Magneto, Namor, Hope Summers e Tempesta.
- X-Men (vol. 3) - Victor Gischler (testi) e Will Conrad (disegni). Protagonisti sono Colosso, Domino, Jubilee, Psylocke, Tempesta e Warpath.
- New Mutants (vol. 3) - Dan Abnett e Andy Lanning (testi) e David Lopez (disegni). Protagonisti sono Cypher, Magma, Danielle Moonstar, Sunspot, Warlock e X-Man.
- Generation Hope - James Asmus (testi) e Ibraim Roberson (disegni). Protagonisti sono No-Girl, Pixie, Primal, Sebastian Shaw, Hope Summers, Transonica, Velocidad e Zero.

Altri personaggi rimasti con Ciclope sono Boom-Boom, Crosta, Dazzler, Dust, Madison Jeffries, Lifeguard, Loa, Naiadi di Stepford, Dr. Nemesis, Prodigy, Kavita Rao e Surge.

### Wolverine
Degli otto titoli pubblicati in quel periodo dalla Marvel, la fazione guidata da Wolverine è riconoscibile per l'uso del colore giallo nel font del titolo.
- Wolverine and the X-Men - Jason Aaron (testi) e Chris Bachalo (disegni). Protagonisti sono Bestia, Husk, Kid Omega, Lockheed, Oya, Shadowcat, Uomo Ghiaccio e Wolverine.
- X-Men: Legacy - Mike Carey (testi) e Khoi Pham (disegni). Protagonisti sono Cannonball, Frenzy, Gambit, Husk, Marvel Girl, Rogue e Uomo Ghiaccio.
- Uncanny X-Force - Rick Remender (testi) e Robbi Rodriguez (disegni). Protagonisti sono Deadpool, Fantomex, EdA-Nightcrawler, Psylocke e Wolverine.
- X-Factor - Peter David (testi) e Emanuela Lupacchino (disegni). Protagonisti sono Banshee II, Forzuto, Havok, Longshot, M, Layla Miller, Polaris, Rictor, Shatterstar, Uomo Multiplo e Wolfsbane.

Altri personaggi presenti nella scuola di Wolverine sono Angelo, Anole, Ariel, Blindfold, Bling!, Broo, Chamber, Cipher, Corazza, Ernst, Faccia, Genesis, Gentle, Graymalkin, Glob Herman, Indra, Kid Gladiator, Krakoa, Match, Mercury, Rockslide, Satiro, Toad e Trance.

## Trame

### Astonishing X-Men
Poco dopo lo Scisma, si assiste al rapimento di Ciclope da parte di una Tempesta di una dimensione alternativa, all'utilizzo dei suoi poteri per alimentare un macchinario in grado di impedire la distruzione della Terra, alla scoperta che gli X-Men di questa dimensione rapivano i mutanti più potenti da altre dimensioni con lo stesso scopo, alla fuga di Ciclope assieme ad alcuni alleati, allo scontro con il malvagio "salvatore" che si rivela essere Xavier, all'imminente fine del mondo, al ritorno di Ciclope su Utopia dopo essere stato rassicurato da uno dei compagni che penseranno loro a salvare il pianeta ed i suoi abitanti.

### Avengers Academy
Ciclope, Emma Frost e Magneto vengono invitati all'Accademia dei Vendicatori per scoprire l'origine dell'anomalie magnetiche che avvolgono il cadavere di Jocasta. Mal interpretando uno scambio di battute fra Quicksilver ed il padre, Finesse irrompe nella scena dando il via ad uno scontro fra X-Men e Vendicatori che si risolve solo con l'intervento telepatico di Emma che permette a padre e figlio di chiarirsi. Terminata la sua indagine, Magneto conclude che il tipo di energia sospetto possa essere utilizzato per aprire varchi dimensionali o temporali, lasciando il corpo docenti a chiedersi se ci sia un traditore fra i loro ranghi.

### Generation Hope
Affidata Oya a Wolverine per poterla meglio istruire alla Jean Grey School, Hope implora Pixie di entrare a far parte della sua squadra per potersi spostare velocemente in occasione della comparsa di un nuovo mutante. Dopo il primo allenamento con la squadra estinzione di Ciclope, in cui Magneto fa a pezzi Zero ponendo fine all'esercizio, il ragazzo incontra e s'invaghisce di No-Girl e quando Hope rileva attraverso Cerebra la presenza di un mutante in Pakistan fa teleportare tutto il gruppo che entra in conflitto con una banda di terroristi prima di essere coinvolto in una esplosione. Riusciti a scamparla grazie ai poteri combinati di Zero e Velocidad, scoprono che il responsabile è un mutante privato dei suoi ricordi e per salvarlo dall'esercito e dal gruppo terroristico si teleportano tutti ad Utopia dove Ciclope rivela loro che l'uomo è Sebastian Shaw a cui Emma aveva cancellato la memoria e abbandonato in una terra straniera nella speranza di liberarsi di lui. Dopo aver consultato il suo dossier, Hope decide di volerlo in squadra.

### Magneto: Not a Hero
Comparso ad una convention anti-mutanti Magneto fa strage dei partecipanti davanti a numerose telecamere dando inizio ad una caccia alle streghe mediatica contro un suo rinnovato interesse nelle pratiche terroristiche. Convocato da Capitan America e Iron Man, Magneto afferma di non essersi mosso da Utopia portando come testimone Ciclope; poiché non ancora convinti i Vendicatori gli concedono un po' di tempo per scagionarsi e trovare l'impostore. Chiesto aiuto ad Emma, Magneto riesce ad individuare la posizione dell'impostore ritrovandosi faccia a faccia col suo redivivo clone Joseph, l'ex-alleata Astra responsabile del suo ritorno in vita e la loro Confraternita dei mutanti composta da versioni geneticamente mutate di Blob, Toad, Mastermind, Quicksilver e Scarlet. Scontratosi con Joseph, Magneto riesce a rapire Astra portandola ad Utopia dove viene sottoposta ad un interrogatorio dalle Naiadi che svelano così che il leader di Umani Adesso ha profumatamente pagato la donna per riportare in vita Joseph (raccogliendo le sue energie dalla magnetosfera e dopo facendogli subire un condizionameto mentale) allo scopo di creare scompiglio e mettere in cattiva luce la comunità mutante. Alla seguente convention del movimento, Joseph indossa nuovamente il costume di Magneto con l'intenzione di creare una strage in diretta TV ma viene fermato dal vero Magneto che dopo un lungo combattimento riesce a sconfiggerlo, il tutto davanti alla telecamere. Incalzato dall'odio mostratogli dal leader di Umani Adesso, lontano dalle telecamere ed all'insaputa degli X-Men, Magneto lo uccide.

### New Mutants
Decisi a rimanere con Ciclope e fermamente convinti delle sue idee, Dani e gli altri lasciano Utopia affittando una casa a San Francisco con lo scopo di integrarsi maggiormente nella vita di città. Accettato di ritrovare Blink il gruppo comincia ad indagare sulle ultime apparizioni della teleporta sempre collegate allo scatenarsi di qualche fenomeno naturale. In viaggio per recarsi al concerto della band Dis-khord, il jet sul quale viaggiavano viene colpito da un fulmine facendoli precipitare fino all'intervento di Blink che portatili in salvo spiega loro che i disastri naturali sono provocati dalla band. Mentre il gruppo si mette in azione per minimizzare i danni provocati stavolta da un tornado, Cypher entra all'interno del bus della band scoprendo un misterioso oggetto alieno che gli fa perdere i sensi e rimanere sul mezzo anche quando questo si mette in strada per l'ultima tappa del tour. Durante il viaggio il suo cervello riesce a decifrare la lingua dell'oggetto scoprendo che è parte di una nave aliena andata distrutta mentre viaggiava fra le dimensioni, capace di incamerare "sfortuna" per poi rilasciarla sotto forma di disastri naturali come segnali di soccorso e che aveva preso il controllo delle menti della band. Il gruppo di Dani si scontra quindi con la band riuscendo a sconfiggerla e Blink e Warlock si teleportano nello spazio per lanciare l'oggetto quanto più lontano possibile dalla Terra in modo da evitare il successivo rilascio di "sfortuna" che stavolta avrebbe dato vita ad un potentissimo terremoto.

### Uncanny X-Force
Cercando di riprendersi dalle ultime dolorose vicende, X-Force saluta i rinforzi giunti dall'Era di Apocalisse tranne Nightcrawler che decide di rimanere con la squadra per dare la caccia a coloro che si erano alleati con Arcangelo e sono rimasti su Terra-616. Invitati alla X-Caverna Bestia e Kitty, Wolverine svela loro l'esistenza di X-Force e gli affida Genesis e Angelo per farli alloggiare alla Jean Grey School. Quella stessa notte, Capitan Bretagna fa irruzione nella X-Caverna e prende in custodia Fantomex in attesa di processarlo.

### Uncanny X-Men
Per portare in alto il nome dei mutanti ed affrontare minacce alla sua esistenza Ciclope fonda la "squadra estinzione" che affronta come primo nemico il redivivo Sinistro in possesso della testa del Celestiale Dormiente che riposa a S.F. Utilizzando i suoi motori della creazione, Sinistro crea una specie a sua immagine che contrappone ai mutanti sfruttando come schemi mentali quelli di Ciclope. Utilizzando questa debolezza, Emma è in grado di sconfiggere il nemico costringendolo alla fuga.

### Wolverine
In procinto di lasciare S.F. per tornare a Westchester, i doveri di Wolverine come boss segreto di Chinatown gli impongono di investigare gli omicidi e i furti che avvengono nel suo territorio portandolo ad allearsi con Uomo Gorilla. Giunti nel sottosuolo della città scoprono l'esistenza di numerosi carichi di eroina trasportati da enormi draghi prima di essere costretti ad affrontare alcuni emissari di Jade Claw, capo dell'organizzazione, che riescono a sconfiggerli. Liberati da Fat Cobra i tre si fanno inghiottire dai draghi per essere portati al quartier generale dove si sbarazzano degli sgherri e di Jade Claw fermando il suo traffico di droga. Spuntati in superficie nei pressi di un bar di Westchester il gruppo ne approfitta per festeggiare la vittoria ed il nuovo posto di lavoro di Melita al Daily Bugle.

### Wolverine and the X-Men
L'arrivo degli ispettori del dipartimento dell'istruzione alla Jean Grey School viene funestato da una serie di imprevisti organizzativi e dal Club infernale che decide di distruggere l'edificio sfruttando Krakoa. Benché le risorse degli X-Men si rivelano inefficaci contro il mostro, l'intervento decisivo spetta a Quentin Quire che riuscendo a comunicare con Krakoa le permette di capire i suoi errori e farla passare dalla parte degli X-Men rivoltandola contro i suoi creatori. Riuscito a superare l'ispezione con l'aiuto di Bestia, Wolverine fa causa al Club infernale chiedendo il risarcimento dei danni.

### X-Club
In accordo con la multinazionale Stratocorp, gli X-Men di Utopia mettono in orbita il primo ascensore in grado di collegare la piattaforma oceanica con una stazione orbitante. Subito dopo il lancio, Danger si connette con il computer della compagnia e venendo infettata in modo misterioso si dirige ad Utopia dove prende possesso dell'energia del nucleo dell'isola invitando gli occupanti ad evacuare. Sulla piattaforma di presentazione, i membri della stampa assistono attoniti alla mostruosa trasformazione di un atlantideo che comincia ad attaccare indiscriminatamente chiunque gli capiti a tiro finché non esplode, portando l'attenzione di tutti sullo strano comportamento e l'improvvisa manifestazione di poteri nella fauna marina. Nemesis decide di immergersi dopo che la dr. Rao ha individuato la fonte delle mutazioni nel "Terrigen-242" un isotopo instabile utilizzato dagli Inumani; raggiunto il punto di fuoriuscita dell'isotopo, Nemesis vi trova un'imbarcazione con il logo della Stratocorp proprio quando un misterioso individuo dà l'ordine di tranciare i cavi che lo connettevano alla superficie. Teleportate da Magik su Utopia, Rao e una sacerdotessa atlantidea associano allo strano comportamento della ginoide e al suo sentirsi "invasa" da una programmazione estranea una gravidanza mentre Jeffries s'infiltra nella stazione orbitante guidato da una I.A. misteriosa che gli spiega come la obbligano a elaborare continuamente una sequenza genetica. Utilizzato uno squalo martello mutato, Nemesis riemerge dagli abissi e s'intrufola nella piattaforma oceanica dove scopre il covo di nazisti il cui leader Schragesturm gli rivela di aver ricevuto una trasmissione, alla fine dei giorni del Reich, da parte di una divinità extradimensionale che stava per intrappolare quando i Difensori rovinarono tutto. In orbita, Jeffries è costretto a creare una tuta spaziale e fuggire per salvarsi la vita e solo l'aiuto di Danger gli evita di disintegrarsi a contatto con l'atmosfera; una volta atterrati, la ginoide gli spiega che il suo "erede" ha tentato di piantare il suo seme digitale in altre I.A. ma solo con lei è riuscito a prendere forma quando si è collegata al computer della Stratocorp. Mentre Nemesis si batte con Schragesturm per impedire che quest'ultimo usi i poteri della divinità per sovrapporre una realtà in cui il Reich da lui comandato abbia avuto il sopravvento, Jeffries aiuta Danger a partorire dando così un corpo alla I.A. che intrappola il nazista all'interno del suo corpo e ritorna nella realtà di appartenenza. Sulla piattaforma oceanica, Danger proclama alla stampa che d'ora in poi sarà un territorio per le I.A. in cui rifugiarsi e un punto d'incontro con l'umanità; a suggellare le sue parole, lei e Jeffries si scambiano un bacio appassionato forse prologo di una relazione.

### X-Factor
Giunto alla sede di X-Factor, Wolverine ha una discussione con Layla sulla recente dipartita di Madrox che la ragazza sembra considerare un evento temporaneo, accaduto per colpa sua come punizione per aver riportato in vita Forzuto. Mentre il gruppo è diviso da conflitti interni e dispute religiose riguardanti la situazione di quest'ultimo, Wolverine presenta loro i due nuovi membri: Havok e Polaris.

### X-Men
Venuto a conoscenza di un traffico di Sentinelle nell'est Europa, Ciclope invia Domino in ricognizione ma ne perde i contatti dopo un attacco a sorpresa da parte di misteriosi avversari. Messa al corrente Tempesta della situazione, le chiede di mettere insieme un team per portare in salvo la compagna e distruggere le Sentinelle. In volo per il Puternicstan (nazione ricca di Uranio contesa fra la Latveria ed il Symkaria), l'X-Jet viene fermato da War Machine che li invita a tornare indietro per non creare un incidente internazionale ma a dispetto dell'avvertimento il team decide di proseguire. Nel frattempo Domino viene messa K.O. da una Sentinella e si risveglia all'obitorio ed, evitata l'autopsia, scopre che i piani del governo puternicstano sono quelli di utilizzare un esercito di Sentinelle modificate per invadere le nazioni limitrofe e sottometterle.

### X-Men: Legacy
Rilevata una traccia di energia anomala in tutti coloro tornati dalla stazione spaziale Gul Damar, l'X-Club investiga riuscendo a scoprire che la spada di Korvus è divenuta un portale con accesso ad un'altra dimensione nella quale è rimasta intrappolata Ariel dopo l'esplosione che l'ha coinvolta in Secondo avvento. Utilizzando i poteri combinati di vari X-Men, Rogue riesce a salvare l'amica e presa una decisione, lascia Utopia per recarso alla Jean Grey School. Assunti i ruoli d'insegnanti, i membri del gruppo guidato da Rogue difendono la scuola dall'invasione dei demoni N'Garai facendo in modo che l'attività didattica prosegua senza intoppi.

### X-Men: Regenesis
Il giorno dopo aver fermato la Sentinella diretta ad Utopia, Ciclope e Wolverine si danno da fare per convincere quanti più X-Men a passare dalla loro parte.

## Pubblicazione italiana
Per meglio rappresentare i due schieramenti in campo, la Panini Comics-Marvel Italia ha deciso di inaugurare un nuovo albo mensile dal titolo Wolverine & gli X-Men da contrapporre a Gli Incredibili X-Men. L'operazione Regensis prenderà il via col n. 1 della nuova collana da maggio 2012, mentre la testata sorella si aggregherà col n. 264 il mese seguente. L'inizio dell'operazione segnerà anche l'allontanamento, forse prologo del definitivo addio, dello storico curatore degli X-mensili italiani Luca Scatasta in favore di Marco Rizzo.
Il parco testate viene così suddiviso:
- Gli Incredibili X-Men con all'interno: Generation Hope, Uncanny X-Men e X-Men.
- Wolverine & gli X-Men con all'interno: Uncanny X-Force, Wolverine and the X-Men e X-Men: Legacy.
- X-Men Deluxe Presenta con all'interno: Astonishing X-Men, New Mutants e X-Factor.